# Web東京創元社マガジン
Web東京創元社マガジン（ウェブとうきょうそうげんしゃマガジン）は、東京創元社が運営する文芸系ウェブマガジンの名称である。ミステリ、SFに関する記事・小説を中心に掲載している。2021年までの名称は『Webミステリーズ！』。

## 概要
『Webミステリーズ！』として2006年3月8日創刊。この名称は、同社で隔月刊行されているミステリ雑誌『ミステリーズ！』とそろえたもの。当初は内容的な関連はほとんどなかったが、近年は少しずつ、『ミステリーズ！』に載った記事が時期遅れで掲載されることも増えている。元々は東京創元社公式サイト内に設置されていたが、2009年4月5日にデザインを全面的にリニューアルし、ウェブマガジンとして独立したURLを取得した。リニューアルまではエッセイや資料類が中心だったが、独立して以後は、小説の掲載も行われている。2022年1月1日に『Web東京創元社マガジン』へと改名した。

## 主なコンテンツ
創刊から2014年5月まで続いた桜庭一樹のエッセイ「桜庭一樹読書日記」の他、山本弘の長編SF「MM9-invasion-」、太田忠司のミステリ連作「ミステリなふたり」、北原尚彦の古書研究エッセイ「SF奇書天外REACT」などが掲載。
また、「創元SF文庫を代表する1冊は何か？――読者投票によるベスト20」「twitterユーザーが選ぶ〈東京創元社 夏の100冊〉2010年版」など読者参加企画が試みられていることが特徴的である。